# Tura (Hongrie)
Pour les articles homonymes, voir Tura.
Tura est une ville et une commune du comitat de Pest en Hongrie, elle est notamment connue pour son château.

## Géographie
La ville de Tura se situe entre la grande plaine hongroise et les monts Mátra, dans la vallée de Galga.

## Histoire
Tura est mentionnée pour la première sous le nom de Thwra dans une charte datant de 1220. À cette époque, la famille Ákos est propriétaire de la ville. En 1425, l'un des descendants de la famille, Miklós Ördög Prodavizi, échange Tura au roi Sigismond.
Une charte de 1523 indique que la ville lève déjà ses propres impôts. En 1544, après la prise de Buda par les Ottomans trois ans plus tôt, Tura passe sous domination musulmane. La ville n'a cependant jamais été abandonnée et l'église a d'ailleurs survécu à l'occupation ottomane. Malgré plusieurs révoltes, dont la plus notoire fut celle certainement celle de 1594 menée par Simon Forgách, Tura restera sous domination musulmane pendent plus d'un siècle. En 1633, la ville est divisée en deux terrains imposables. À la fin de la domination ottomane, il y avait seulement 61 familles à Tura.
Au XVIIIe siècle, la population Tura commence à croître grâce au développement de l'agriculture. Le commerce s'épanouit et les habitants de Tura vont vendre leur marchandises à Buda, Pest, Miskolc, Hatvan, Vác ou Gyöngyös. En 1740, Tura, qui appartient alors à Antoine Nagy Hevizi, devient une ville-franche. À cette époque il y avait 59 maisons imposable.
Le 20 juillet 1849 une des plus grandes batailles de la révolution hongroise de 1848 a eu lieu à Tura, entre les troupes révolutionnaires hongroises de Mór Perczel et l'armée russe d'Alexandre Petrovitch Tolstoïvenue porter secours aux Autrichiens. Jusqu'en 1873, Tura était détenue par la famille Esterházy, mais elle est vendue au baron Sigismond Schossberger. En 1910, il y avait 900 maisons et 4759 habitants.

## Économie
Tura a eu un rôle prépondérant dans l'agriculture, et notamment dans l'élevage et la culture des fruits. Les fermes collectives de la ville qui ont commencé en 1949 s'avérèrent bénéfiques sous la période communiste. Ce n'est que beaucoup plus tard que l'industrialisation emboîte le pas. Il y a eu jusqu'à 200 employés. Dans les années 1990, les fermes collectives ont commencé à être privatisées et les nouveaux propriétaires les louent. Les principales industries sont liées à la culture de légumes et de fleurs.

## Monuments
- Église catholique ;
- Château Schossberger (construit par Nicolas Ybl en 1883, au milieu d'un parc de 10 hectare) ;
- Communs baroques (construits en 1808), près du château ;
- Lac Konya ;
- Musée populaire, ouvert en 1989 ;
- Obélisque en l'honneur de la bataille de 1849 (8 mètres de haut) ;
- Mairie(construite en 1902) ;
- Réserve naturelle.

## Événements
Chaque été, la ville accueille un festival de rock.

## Personnages célèbres
- László Geller (né en 1944), champion de ski hongrois ;
- George de Hevesy (1885-1966), lauréat du prix Nobel de chimie en 1943 ;
- Géza Kovács, directeur de la philharmonie nationale hongroise ;
- László Kovács (1908-1962), professeur de choriste, le premier lauréat du prix Kossuth ;
- Mária Maczko (né en 1961), chanteur ;
- József Szaszkó, musicien (cithare) ;
- Sándor Sára (1933-2019), réalisateur et cinéaste documentaire, leader de Duna TV ;
- József Sźenási, journaliste ;
- Zagyva Banda, groupe de folk-song.

## Tura dans l'art populaire
Tura est célèbre pour ses chansons folkloriques. Le compositeur Béla Bartók a recueilli plus de 150 chansons folkloriques à Tura en 1906. Son nom est sur le mur du centre communautaire de Tura. Les vêtements fantaisistes de la ville ont également inspiré beaucoup de stylistes.

## Jumelages
- Sântimbru (Csíkszentimre), en Roumanie, depuis 1990 ;
- Jasov, en Slovaquie, depuis 1993 ;
- Maserà di Padova, en Italie, depuis 2004.